# Pseudasthenes
Synallaxes
Genre
Pseudasthenes est un genre de passereaux sud-américains dont les espèces, communément appelées Synallaxes, sont proches des fourniers.

## Liste des espèces et sous-espèces
Selon la classification de référence du Congrès ornithologique international (version 11.1, 2021) :
- Pseudasthenes humicola (Kittlitz, 1830) - Synallaxe à queue noire
  - sous-espèce Pseudasthenes humicola goodalli (Marin, Kiff & Peña, 1989)
  - sous-espèce Pseudasthenes humicola humicola (Kittlitz, 1830)
  - sous-espèce Pseudasthenes humicola polysticta (Hellmayr, 1925)
- Pseudasthenes patagonica (d'Orbigny, 1839) - Synallaxe de Patagonie
- Pseudasthenes steinbachi (Hartert, E, 1909) - Synallaxe marron
- Pseudasthenes cactorum (Koepcke, 1959) - Synallaxe des cactus

## Publication originale
- (en) Elizabeth Derryberry, Santiago Claramunt, Kelly E. O'Quin, Alexandre Aleixo, R. Terry Chesser, J. V. Remsen, Jr. et Robb T. Brumfield, « Pseudasthenes, a new genus of ovenbird (Aves: Passeriformes: Furnariidae) », Zootaxa, Magnolia Press (d), vol. 2416, no 1,‎ 1er avril 2010, p. 61 (ISSN 1175-5334 et 1175-5326, OCLC 49030618, DOI 10.11646/ZOOTAXA.2416.1.4, lire en ligne).